# Ушкумей
Ушкуме́й (каз. Үшкөмей) — село у складі Кокпектинського району Абайської області Казахстану. Входить до складу Тассайського сільського округу.
Населення — 117 осіб (2021; 218 у 2009, 303 у 1999, 332 у 1989).
Національний склад станом на 1989 рік:
- казахи — 100 %